# حفل توزيع جوائز الغولدن غلوب الثاني والسبعون
'حفل جوائز الغولدن غلوب الثاني والسبعون'

11 يناير، 2015
فيلم - دراما: 

'''صبا'''
فيلم - موسيقي أو كوميدي: 

'''فندق بودابست الكبير'''
مسلسل تلفزيوني - دراما: 

'''العلاقة'''
مسلسل تلفزيوني - موسيقي أو كوميدي: 

'''Transparent'''
مسلسل تلفزيوني قصير أو فيلم تلفزيوني: 

'''فارغو'''
حفل جوائز الغولدن غلوب الثاني والسبعون (بالإنجليزية: 72nd Golden Globe Awards)‏ هو حفلٌ أُقيم لتكريم أفضل الأفلام والبرامج التلفزيونية الأمريكية في 2014. أُقيم الحفل في 11 يناير 2015 في فندق بيفرلي هيلتون في بيفرلي هيلز، كاليفورنيا وعُرض على الهواء مباشرة على NBC وDubai One وMBC4 في الشرق الأوسط وشمال أفريقيا. قدّمت الحفل للمرة الثالثة على التوالي الممثلتان تينا فاي وآيمي بوهلر. أُعلنت الترشيحات في 11 ديسمبر، 2014 بواسطة كيت بيكينسيل وبيتر كراوس وبولا باتون وجيريمي بيفن.

## الترشيحات والجوائز

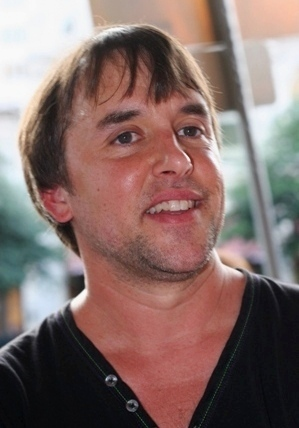
ريتشارد لينكليتر، الفائز بجائزة أفضل مخرج.

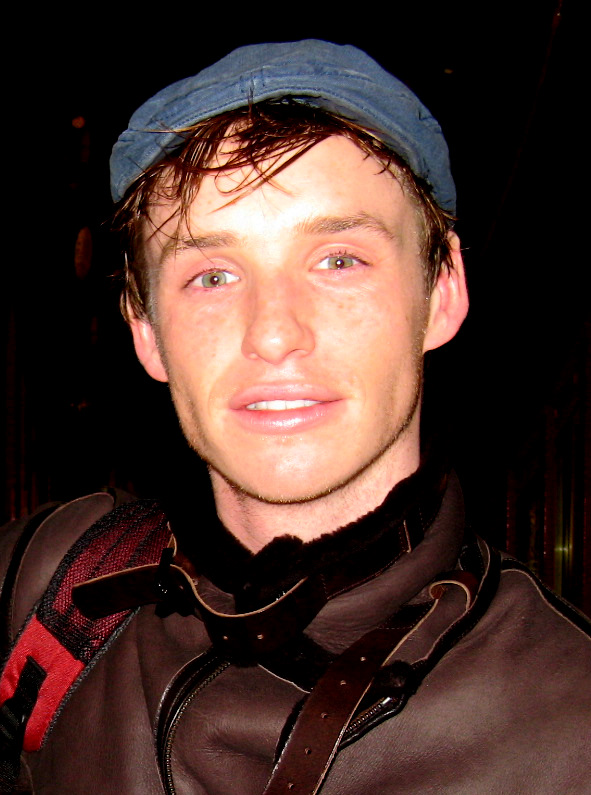
إيدي ريدماين، الفائز بجائزة أفضل ممثل في فيلم – دراما.

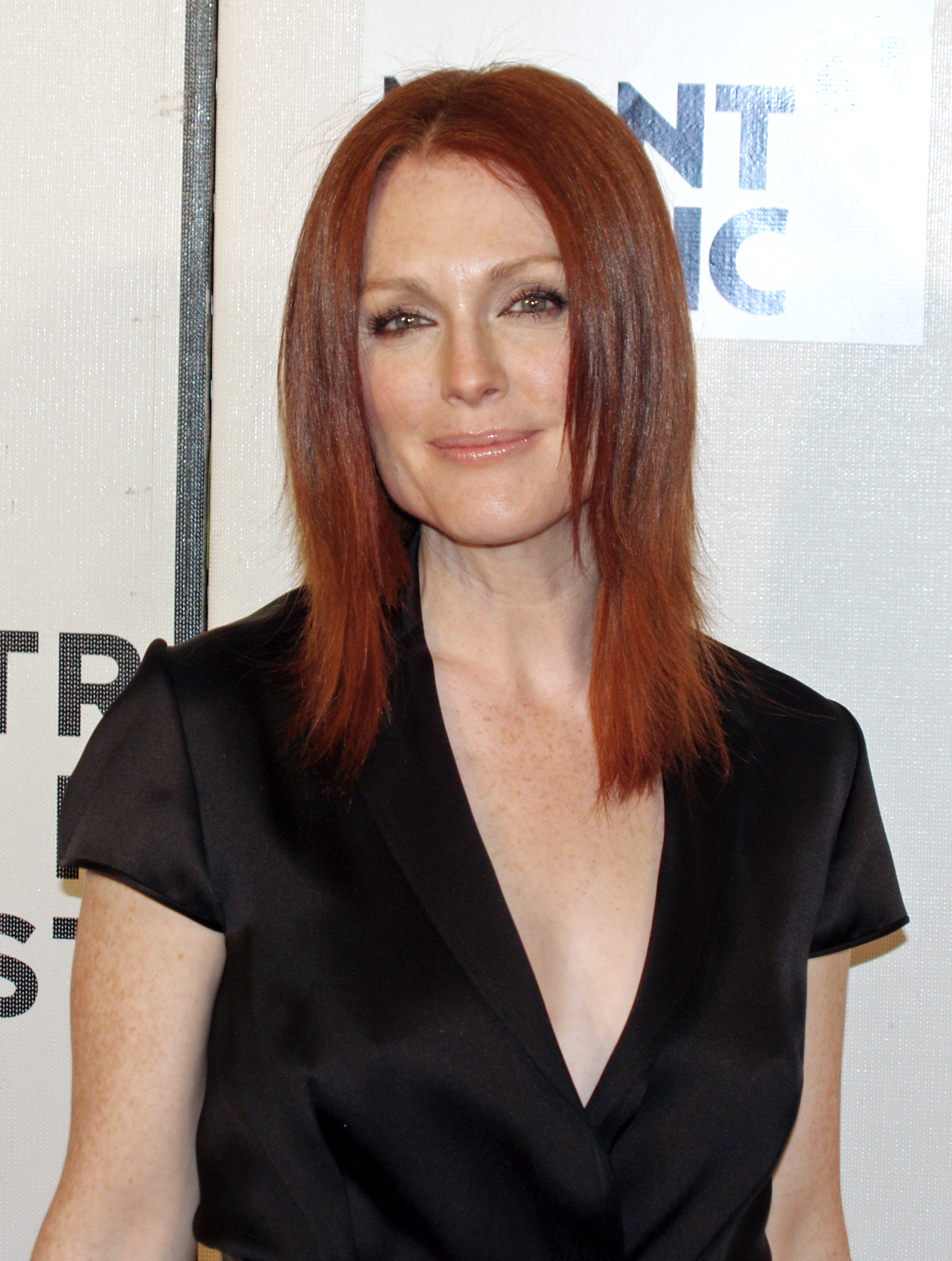
جوليان مور، الفائزة بجائزة أفضل ممثلة في فيلم – دراما.

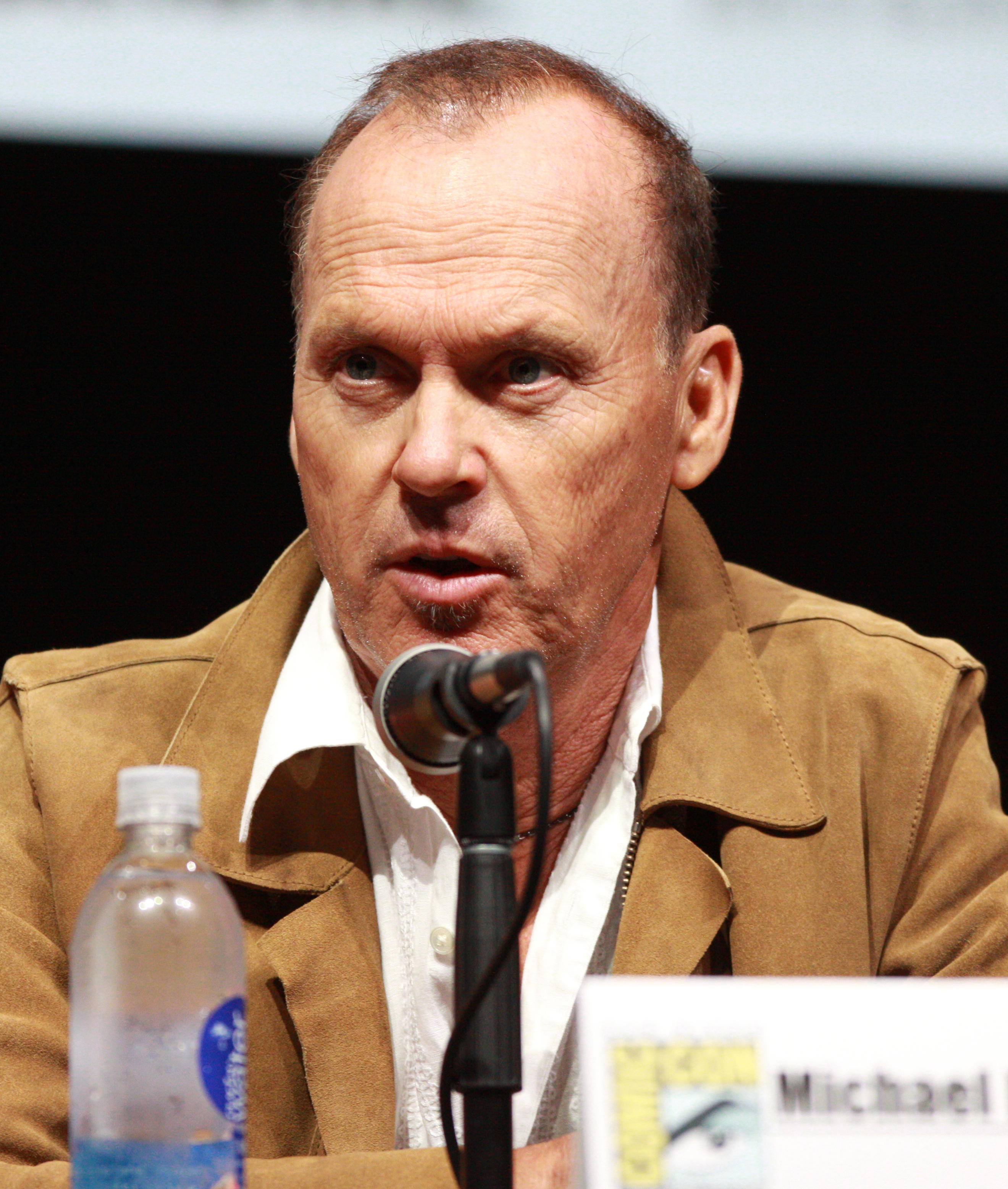
مايكل كيتون، الفائز بجائزة أفضل ممثل في فيلم – موسيقي أو كوميدي.

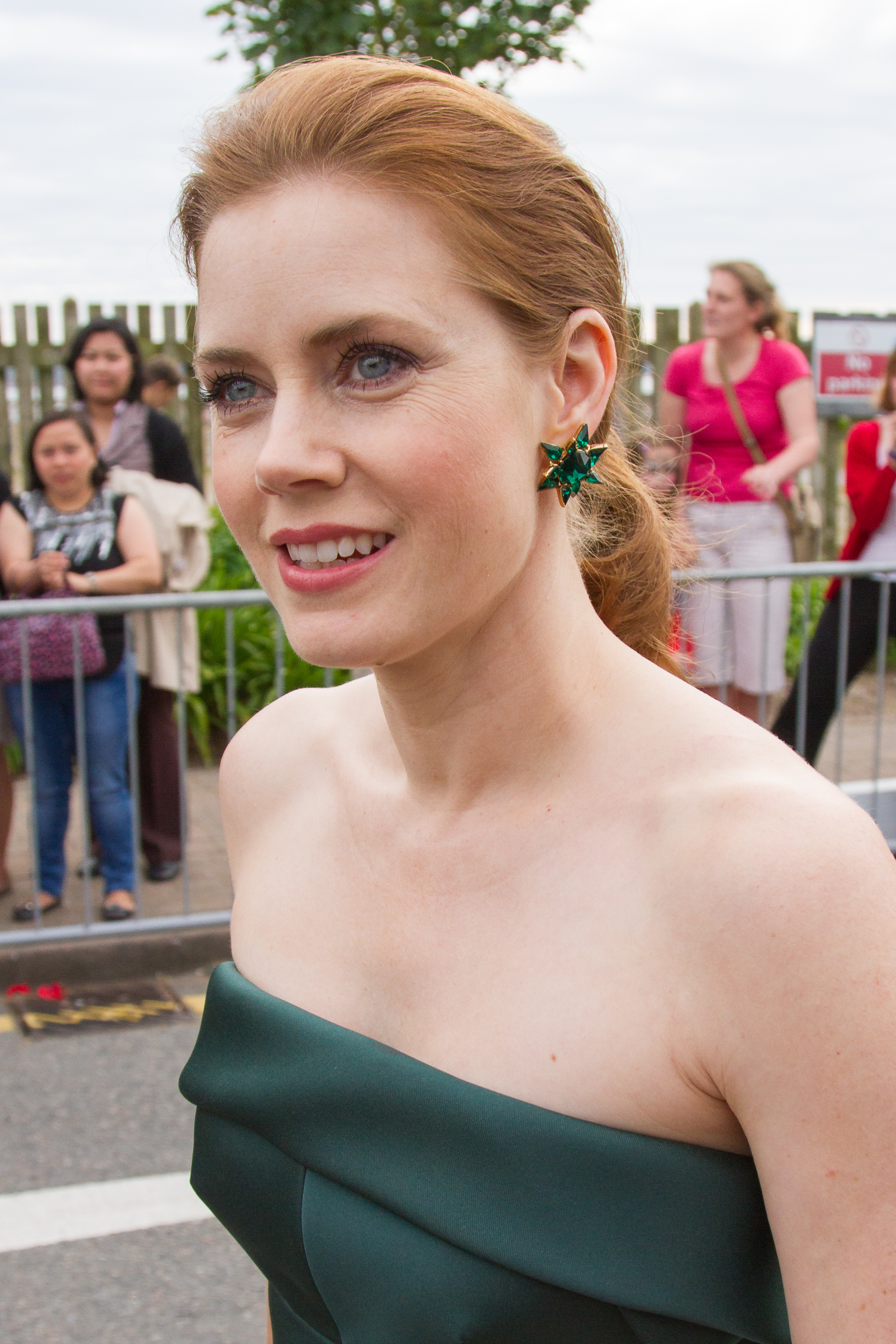
إيمي آدمز، الفائزة بجائزة أفضل ممثلة في فيلم – موسيقي أو كوميدي.

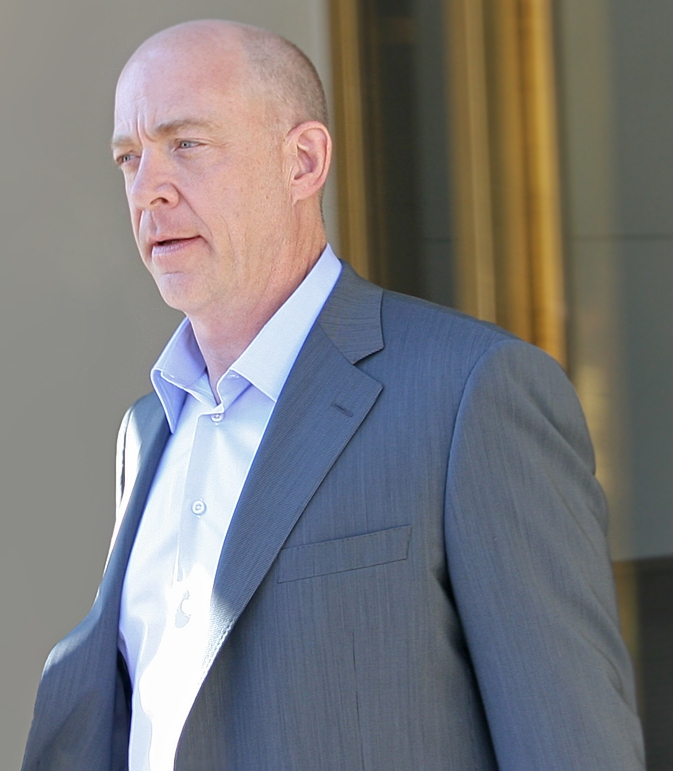
جي كي سيمنس، الفائز بجائزة أفضل ممثل مساعد.

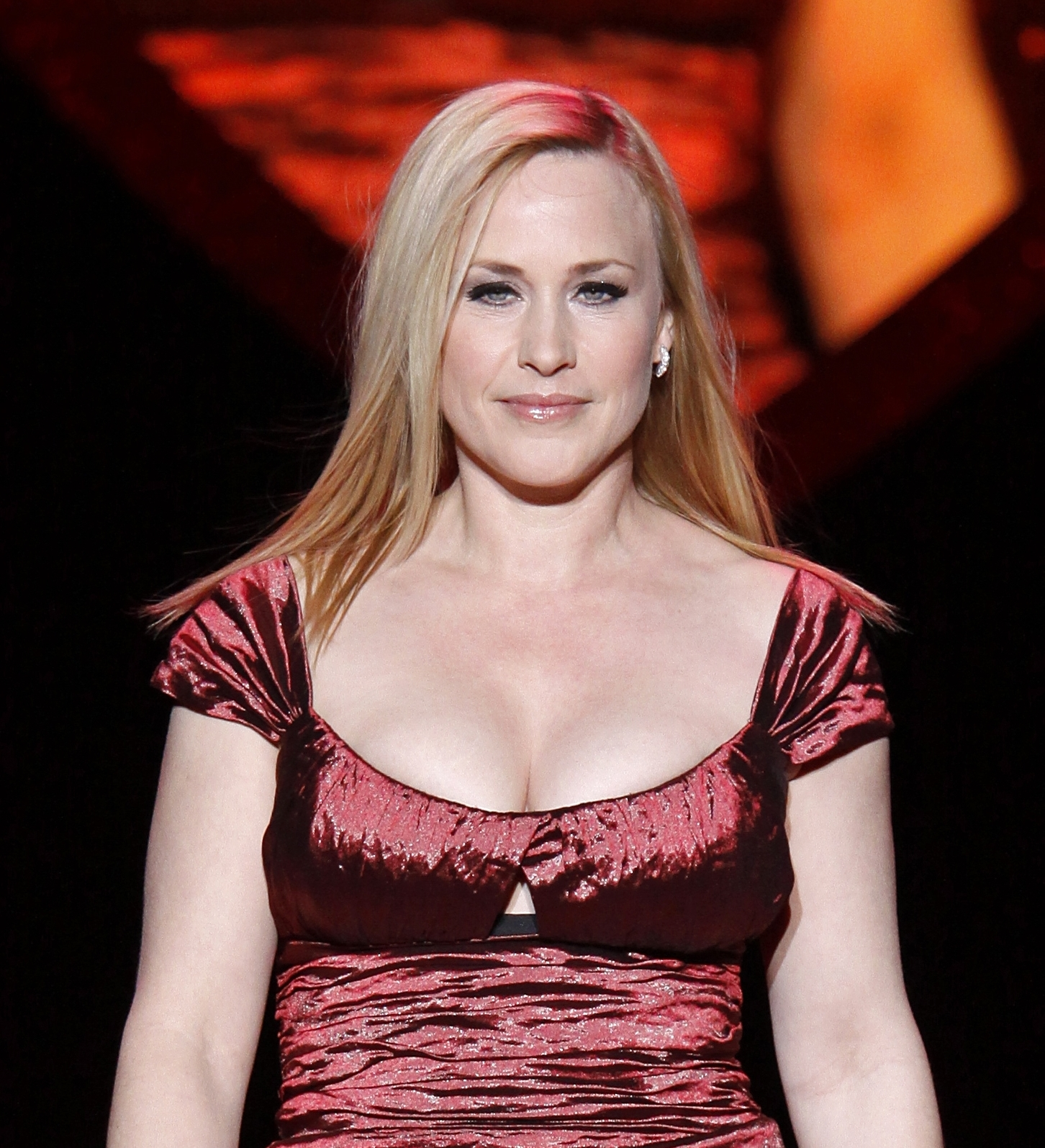
باتريشيا أركيت، الفائزة بجائزة أفضل ممثلة مساعدة.

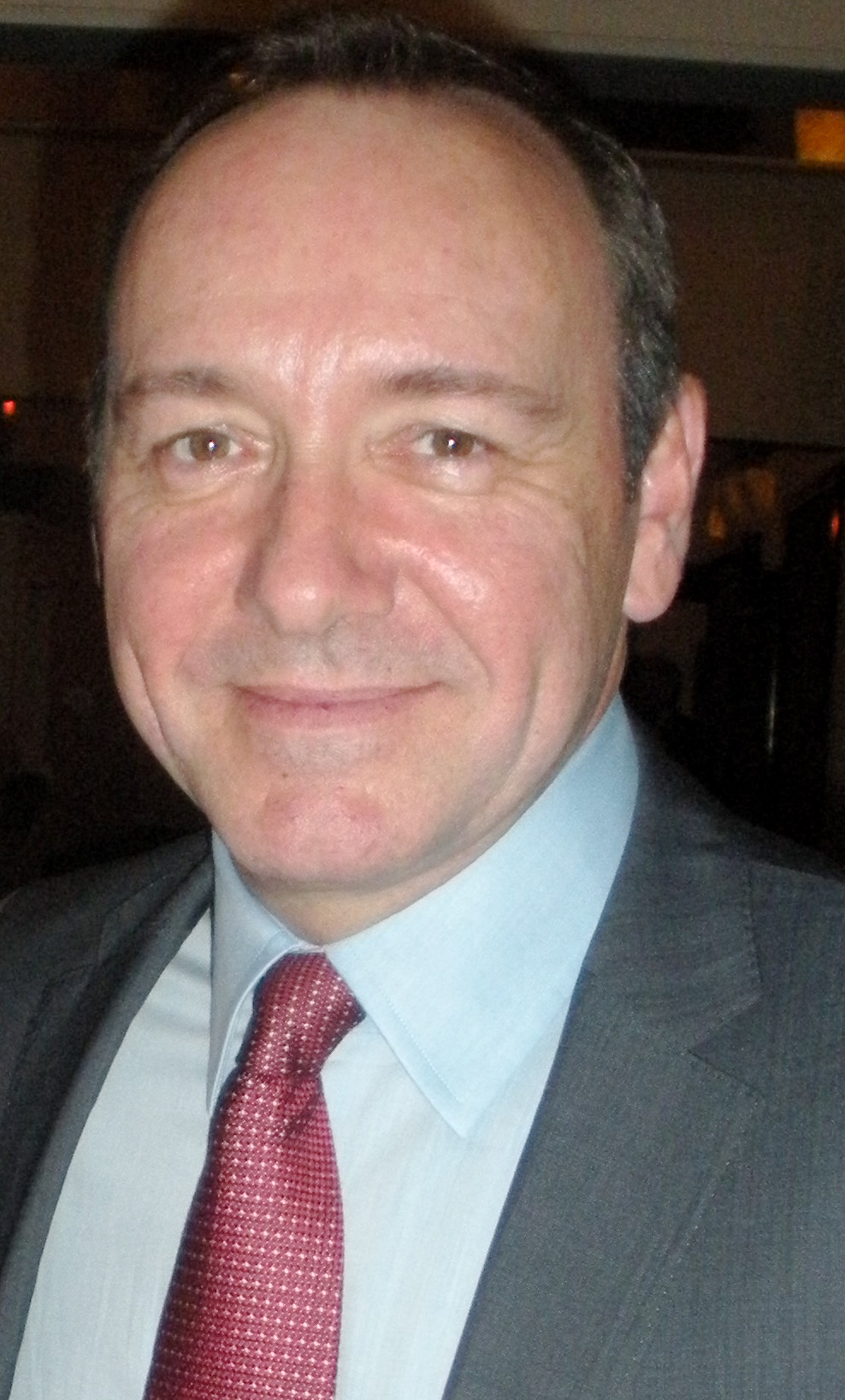
كيفين سبيسي، الفائز بجائزة أفضل ممثل في مسلسل - درما.

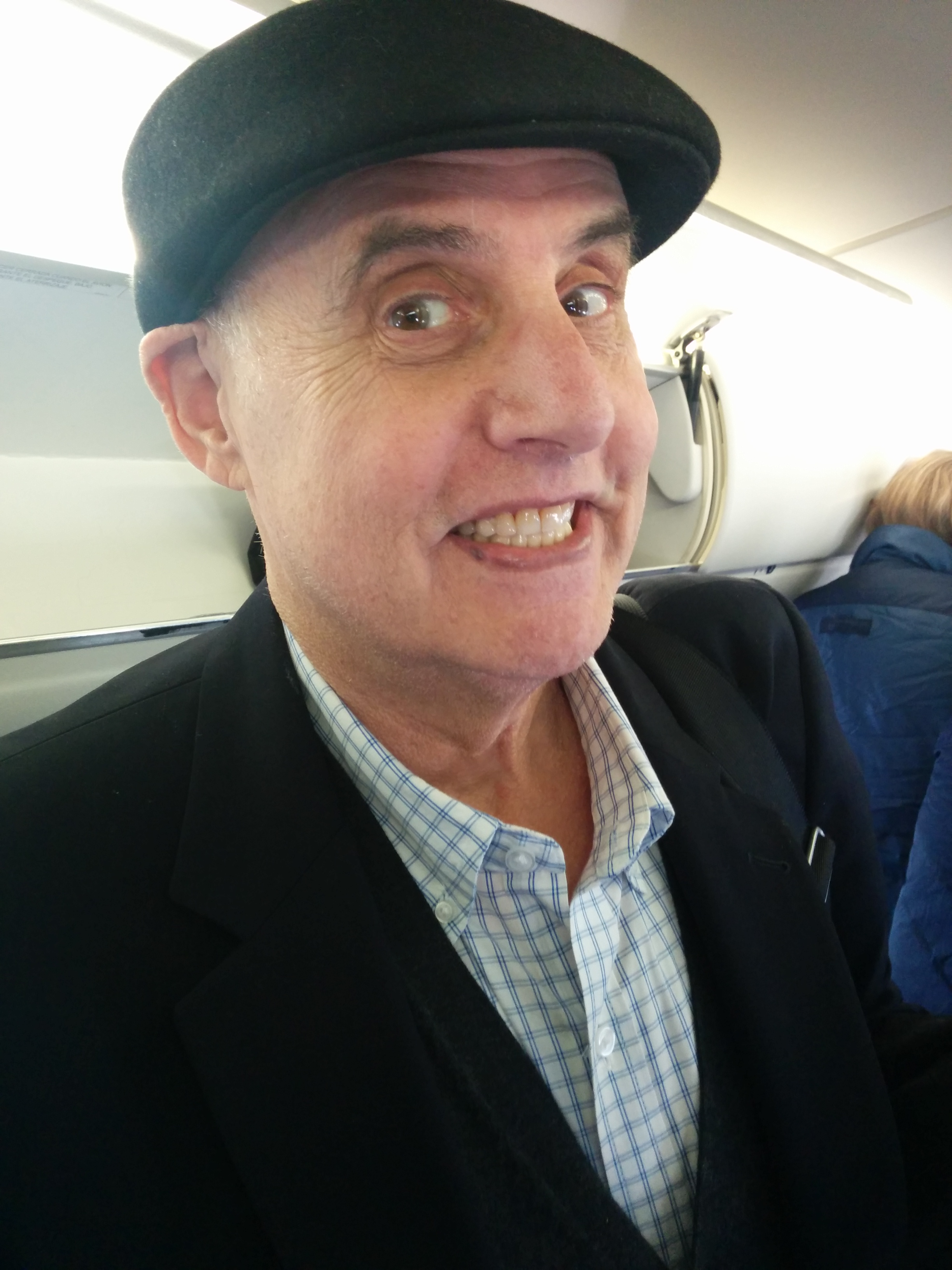
جيفري تامبور، الفائز بجائزة أفضل ممثل في مسلسل - موسيقي أو كوميدي.

هذه هي الترشيحات لجوائز غولدن غلوب في دورته الثانية والسبعون. الفائزون يظهرون باللون الغامق في أعلى القائمة.

### الأفلام
| أفضل فيلم | أفضل فيلم |
| دراما | موسيقي أو كوميدي |
| --- | --- |
| - Boyhood - Selma - The Imitation Game - Foxcatcher - The Theory of Everything | - The Grand Budapest Hotel - Birdman - Into the Woods - Pride - St. Vincent |
| أفضل أداء في فيلم - دراما | |
| ممثل | ممثلة |
| - ايدي ريدماين لدوره في The Theory of Everything - ستيف كارل لدوره في Foxcatcher - بيندكت كامبرباتش لدوره في The Imitation Game - جيك جيلنهال لدوره في Nightcrawler - ديفيد أويلو لدوره في Selma | - جوليان مور لدورها في Still Alice - جينيفر أنيستون لدورها في Cake - فيليسيتي جونز لدورها في The Theory of Everything - روزاموند بايك لدورها في Gone Girl - ريز ويذرسبون لدورها في Wild                                                                 |
| أفضل أداء في فيلم - موسيقي او كوميدي | |
| ممثل | ممثلة |
| - مايكل كيتون لدوره في Birdman - رالف فاينس لدوره في The Grand Budapest Hotel - بيل موري لدوره في St. Vincent - خواكين فينيكس لدوره في Inherent Vice - كريستوف فالتز لدوره في Big Eyes           | - ايمي ادامز لدورها في Big Eyes - إيميلي بلنت لدورها في Into the Woods - هيلين ميرين لدورها في The Hundred-Foot Journey - جوليان مور لدورها في Maps to the Stars - كوفينزانيه واليس لدورها في Annie                                                     |
| أفضل أداء دور مساعد في فيلم - دراما او موسيقي او كوميدي | |
| ممثل | ممثلة |
| - جي كي سيمنس لدوره في Whiplash - روبرت دوفال لدوره في The Judge - إيثان هوك لدوره في Boyhood - إدوارد نورتون لدوره في Birdman - مارك رافالو لدوره في Foxcatcher                                 | - باتريشيا أركيت لدورها في Boyhood - جيسيكا شاستاين لدورها في A Most Violent Year - كيرا نايتلي لدورها في The Imitation Game - إيما ستون لدورها في Birdman - ميرل ستريب لدورها في Into the Woods                                                        |
| أفضل مخرج | أفضل سيناريو |
| - ريتشارد لينكليتر - Boyhood - ويس أندرسون – The Grand Budapest Hotel - افا دوفرني - Selma - ديفيد فينشر - Gone Girl - أليخاندرو غونزالس إناريتو - Birdman                                       | - أليخاندرو غونزالس إناريتو، نيكولاس جياكوبون، أرماندو بو - Birdman - ويس أندرسون – The Grand Budapest Hotel - جيليان فلين - Gone Girl - ريتشارد لينكليتر - Boyhood - غراهام مور - The Imitation Game                                                   |
| أفضل موسيقى تصويرية | أفضل أغنية |
| - يوهان يوهانسن - The Theory of Everything - ألكسندر ديسبلات - The Imitation Game - ترينت ريزنر، أتيكوس روس - Gone Girl - أنتونيو سانشيز - Birdman - هانز زيمر - Interstellar                    | - "Glory" (جون لجند، كومون) – Selma - "Big Eyes" (لانا ديل راي) – Big Eyes - "Mercy Is" (باتي سميث، ليني كاي) – Noah - "Opportunity" (غريج كريستون، سيا فورلر، ويل غلاك) – Annie - "Yellow Flicker Beat" (لورد) – The Hunger Games: Mockingjay – Part 1 |
| أفضل فيلم رسوم متحركة | أفضل فيلم أجنبي (غير ناطق بالإنكليزية) |
| - How to Train Your Dragon 2 - Big Hero 6 - The Book of Life - The Boxtrolls - The Lego Movie | - Leviathan (روسيا) - Force Majeure (السويد) - Gett: The Trial of Viviane Amsalem (إسرائيل) - Ida (بولندا/دنمارك) - Tangerines(إستونيا) |

### الأفلام الأكثر ترشيحاً
الأفلام الـ 12 التالية حازت على أكثر من ترشيح:
| عدد الترشيحات | الفيلم                   |
| ------------- | ------------------------ |
| 7             | Birdman                  |
| 5             | Boyhood                  |
| 5             | The Imitation Game       |
| 4             | Gone Girl                |
| 4             | Selma                    |
| 4             | The Grand Budapest Hotel |
| 4             | The Theory of Everything |
| 3             | Big Eyes                 |
| 3             | Foxcatcher               |
| 3             | Into the Woods           |
| 2             | Annie                    |
| 2             | St. Vincent              |

### الأفلام الأكثر فوزًا
3: Boyhood
2: Birdman، وThe Theory of Everything

### المسلسلات
| أفضل مسلسل | أفضل مسلسل |
| دراما | موسيقي أو كوميدي |
| --- | --- |
| - The Affair - Downton Abbey - Game of Thrones - The Good Wife - House of Cards                                                                     | - Transparent - Girls - Jane the Virgin - Orange Is the New Black - Silicon Valley |
| أفضل أداء في مسلسل دراما | |
| ممثل | ممثلة |
| - كيفين سبيسي - House of Cards - كلايف أوين - The Knick - ييف شرايبر - Ray Donovan - جيمس سبيدر - The Blacklist - دومينيك واست - The Affair         | - روث ويلسون - The Affair - كلير دينس - Homeland - فيولا ديفيس - How to Get Away With Murder - جوليانا مارغوليس - The Good Wife - روبين رايت - House of Cards                         |
| أفضل أداء في مسلسل موسيقي أو كوميدي | |
| ممثل | ممثلة |
| - جيفري تامبور - Transparent - لويس سيكيلي - Louie - دون شيدل - House of Lies - ريكي جيرفيه - Derek - ويليام ميسي - Shameless                       | - جينا رودريجيز - Jane the Virgin - لينا دونهام - Girls - إدي فالكو - Nurse Jackie - جوليا لوي دريفوس - Veep - تايلور شيلينغ - Orange Is the New Black                                |
| أفضل أداء في مسلسل قصير أو فيلم تلفزيوني | |
| ممثل | ممثلة |
| - بيلي بوب ثورنتون - Fargo - مارتن فريمان - Fargo - وودي هارلسون - True Detective - ماثيو ماكونهي - True Detective - مارك رافالو - The Normal Heart | - ماغي جيلنهال - The Honourable Woman - جيسيكا لانج - American Horror Story: Freak Show - فرانسيس مكدورماند - Olive Kitteridge - فرانسيس أوكونور - The Missing - ألسون تولمان - Fargo |
| أفضل أداء ثانوي في مسلسل أو مسلسل قصير أو فيلم تلفزيوني                                                                                             | |
| ممثل | ممثلة |
| - ماثيو بومر - The Normal Heart - الآن كومينغ - The Good Wife - كولن هانكس - Fargo - بيل موري - Olive Kitteridge - جون فويت - Ray Donovan           | - جوان فروغات - Downton Abbey - اوزو ادوبا - Orange Is the New Black - كاثي بيتس - American Horror Story: Freak Show - أليسون جاني - Mom - ميشيل موناغان - True Detective             |
| أفضل مسلسل قصير أو فيلم تلفزيوني | |
| - Fargo - The Missing - The Normal Heart - Olive Kitteridge - True Detective                                                                        | |

### المسلسلات الأكثر ترشيحاً
المسلسلات الـ 15 التالية حازت على أكثر من ترشيح:
| عدد الترشيحات | المسلسل                           |
| ------------- | --------------------------------- |
| 5             | Fargo                             |
| 4             | True Detective                    |
| 3             | House of Cards                    |
| 3             | Olive Kitteridge                  |
| 3             | Orange Is the New Black           |
| 3             | The Affair                        |
| 3             | The Good Wife                     |
| 3             | The Normal Heart                  |
| 2             | American Horror Story: Freak Show |
| 2             | Downton Abbey                     |
| 2             | Girls                             |
| 2             | Jane the Virgin                   |
| 2             | Ray Donovan                       |
| 2             | The Missing                       |
| 2             | Transparent                       |

### المسلسلات الأكثر فوزًا
2: The Affair، وFargo، وTransparent

## مقدمو الحفل
أعلنت رابطة هوليوود للصحافة الأجنبية أن مقدمي الحفل هم:
- إيمي آدمز
- جينيفر أنيستون
- كيت بيكينسيل
- جاك بلاك
- أدريان برودي
- براين كرانستون
- بيندكت كامبرباتش
- جيمي دورنان
- روبرت داوني جونير
- ديفيد دشوفني
- آنا فاريس
- كولين فاريل
- كولين فيرث
- جين فوندا
- هاريسون فورد
- ريكي جيرفيه
- بيل هادر
- كيفن هارت
- سلمى حايك
- كاثرين هيغل
- كيتي هولمز
- كيت هدسون
- داكوتا جونسون
- جاريد ليتو
- آدم ليفين
- جينيفر لوبيز
- ميليسا مكارثي
- ماثيو ماكونهي
- سينا ميلير
- سيث مايرز
- لوبيتا نيونقو
- كلايف أوين
- جوينيث بالترو
- كريس برات
- جيرمي رينر
- بول رود
- ميريل ستريب
- تشانينج تيتوم
- ليلي توملن
- فينس فون
- كيري واشنطن
- نعومي واتس
- كريستين ويج
- أوين ويلسون
- أوبرا وينفري
- كاثرين زيتا جونز
- برنس

## روابط خارجية
- الموقع الرسمي لجائزة غولدن غلوب.
- حفل توزيع جوائز غولدن غلوب الثاني والسبعون في هيئة الإذاعة الوطنية.
- حفل توزيع جوائز الغولدن غلوب الثاني والسبعون على موقع IMDb (الإنجليزية)